# Bouwlust (Soest)
Bouwlust was een gemeentelijk monument aan de Turfweg 5 in Laag Hees in de gemeente Soest in de provincie Utrecht. 
De langhuisboerderij bij de Pijnenburgerlaan werd gebouwd in opdracht van Andries de Wilde als sluitstuk van een serie pachtboerderijen. Links van de boerderij was een oude boomgaard. De kelder bevond zich links in het voorhuis. In de symmetrische voorgevel zat een groot raam met aan weerszijden kleinere vensters. De luiken, die geschilderd waren in de kleuren wit-rood-groen van het landgoed Pijnenburg, waren al eerder verdwenen.
De witgepleisterde boerderij werd zeer slecht onderhouden. Eind 2015 is Bouwlust na 40 jaar leegstand en verpaupering verkocht. Volgens de verkoper was sloop en herbouw de beste optie. Het in 2016 vastgestelde bestemmingsplan schrijft voor dat de voormalige boerderij na sloop met behoud van de karakteristieke waarden kan worden herbouwd. Begin 2017 is het pand gesloopt.